# Neotoma angustapalata
Neotoma angustapalata és una espècie de mamífer rosegador de la família dels cricètids. És endèmica del centre-est de Mèxic (Tamaulipas i San Luis Potosí). El seu hàbitat natural són les selves nebuloses. Està amenaçada per la tala d'arbres i la conversió del seu medi en plantacions de cafè. El seu nom específic, angustapalata, significa ‘paladar estret’ en llatí.